# Marcelo Fernandes
Marcelo Faria Fernandes (portugués brasileño: [maʁˈsɛlu feɾˈnɐ̃ndɨs]; nacido el 20 de abril de 1974) es un entrenador de fútbol brasileño y exjugador que jugó como defensa central. Es el actual técnico interino del Santos.

## Carrera

### Como futbolista
Fernandes jugó fútbol amateur hasta los 20 años y comenzó su carrera en el Portuguesa Santista. Pasó al Santos en 1991, pero tras no lograr entrar en el once inicial del club, fue cedido al Rio Branco de Americana, Remo, Botafogo-SP, América de Natal y Atlético Mineiro, el último ya en 1998.
Fernandes fue liberado por el Santos en 1999 y regresó a Portuguesa Santista. Posteriormente regresó a América-RN, y luego jugó en Criciúma, Joinville, Náutico, Portuguesa y ABC, retirándose con este último en 2003 a los 32 años.

### Como entrenador
En 2011 se unió al personal del Santos y fue nombrado asistente. El 5 de marzo de 2015 luego del despido de Enderson Moreira fue nombrado entrenador interino.
El 12 de marzo después de una victoria en casa por 2-1 contra Palmeiras fue definitivamente nombrado entrenador. El 9 de julio después de ganar solo tres de los 30 puntos volvió a su puesto de asistente, siendo reemplazado por Dorival Júnior.
En septiembre de 2016 tras altercados con Dorival, Fernandes fue apartado de la plantilla del primer equipo del Santos. También fue técnico del Portuguesa Santista en 2017, luego de que el club llegara a un acuerdo con el Santos para la cesión de ciertos jugadores, pero regresó al club en junio de ese año.
Fernandes dejó el Santos a fines de 2017, siendo posteriormente asistente de Edson Leivinha en la escuadra sub-23 del Corinthians. En octubre de 2020 regresó a Santos como entrenador asistente de manera permanente.
En noviembre de 2020 después de que Cuca y otros asistentes Cuquinha y Eudes Pedro dieron positivo por COVID-19, Fernandes volvió a ser interino del equipo principal. Fue interino en febrero de 2021 tras la salida de Cuca, en abril de 2021 tras la renuncia de Ariel Holan, en febrero de 2022 tras la destitución de Fábio Carille y en julio de 2022 tras la destitución de Fabián Bustos.

## Clubes

### Como futbolista
| Club                      | País   | Año       |
| ------------------------- | ------ | --------- |
| Portuguesa Santista       | Brasil | 1990      |
| Santos                    | Brasil | 1991      |
| Rio Branco-SP (préstamo)  | Brasil | 1993      |
| Remo (préstamo)           | Brasil | 1993      |
| Botafogo-SP (préstamo)    | Brasil | 1996      |
| América de Natal (cedido) | Brasil | 1997      |
| Atlético Mineiro (cedido) | Brasil | 1998      |
| Santos                    | Brasil | 1998      |
| Portuguesa Santista       | Brasil | 1999      |
| América de Natal          | Brasil | 1999      |
| Criciúma                  | Brasil | 2000      |
| Joinville                 | Brasil | 2000-2001 |
| Náutico                   | Brasil | 2001      |
| Portuguesa                | Brasil | 2002-2003 |
| ABC                       | Brasil | 2003      |

### Como entrenador
| Club                           | País   | Año           |
| ------------------------------ | ------ | ------------- |
| Santos (asistente)             | Brasil | 2011-2015     |
| Santos (interino)              | Brasil | 2015          |
| Santos                         | Brasil | 2015-2017     |
| Portuguesa Santista            | Brasil | 2017          |
| Santos (asistente)             | Brasil | 2017          |
| Corinthians sub-23 (asistente) | Brasil | 2019-2020     |
| Santos (asistente)             | Brasil | 2020          |
| Santos (interino)              | Brasil | 2020-presente |

## Palmarés

### Como futbolista
| Título              | Club | País   | Año  |
| ------------------- | ---- | ------ | ---- |
| Campeonato Paraense | Remo | Brasil | 1993 |

### Como entrenador
| Título              | Club   | País   | Año  |
| ------------------- | ------ | ------ | ---- |
| Campeonato Paulista | Santos | Brasil | 2015 |